# Colias nina
Colias nina is een vlindersoort uit de familie van de Pieridae (witjes), onderfamilie Coliadinae.
Colias nina werd in 1904 beschreven door Fawcett.